# Glyptothorax platypogon
Glyptothorax platypogon es una especie de peces de la familia Sisoridae en el orden de los Siluriformes.

## Morfología
• Los machos pueden llegar alcanzar los 10 cm de longitud total.

## Distribución geográfica
Se encuentran en Indonesia y Malasia.